# Pont Palmers
Le pont Palmers (parfois incorrectement orthographié Palmer) est un ouvrage d'art situé à La Courneuve, qui franchit la ligne B du RER, la ligne de La Plaine à Hirson et Anor et l'autoroute A86.
C'est une dalle surélevée qui fait se rencontrer :
- la rue de la Convention (route nationale 186) ;
- l'avenue Jean-Jaurès à l'est (route nationale 186) ;
- au sud, la rue Raspail, anciennement rue du Pont-Blanc[2] (RD114) ;
- au nord, l'avenue Marcel-Cachin (RD114).

## Origine du nom

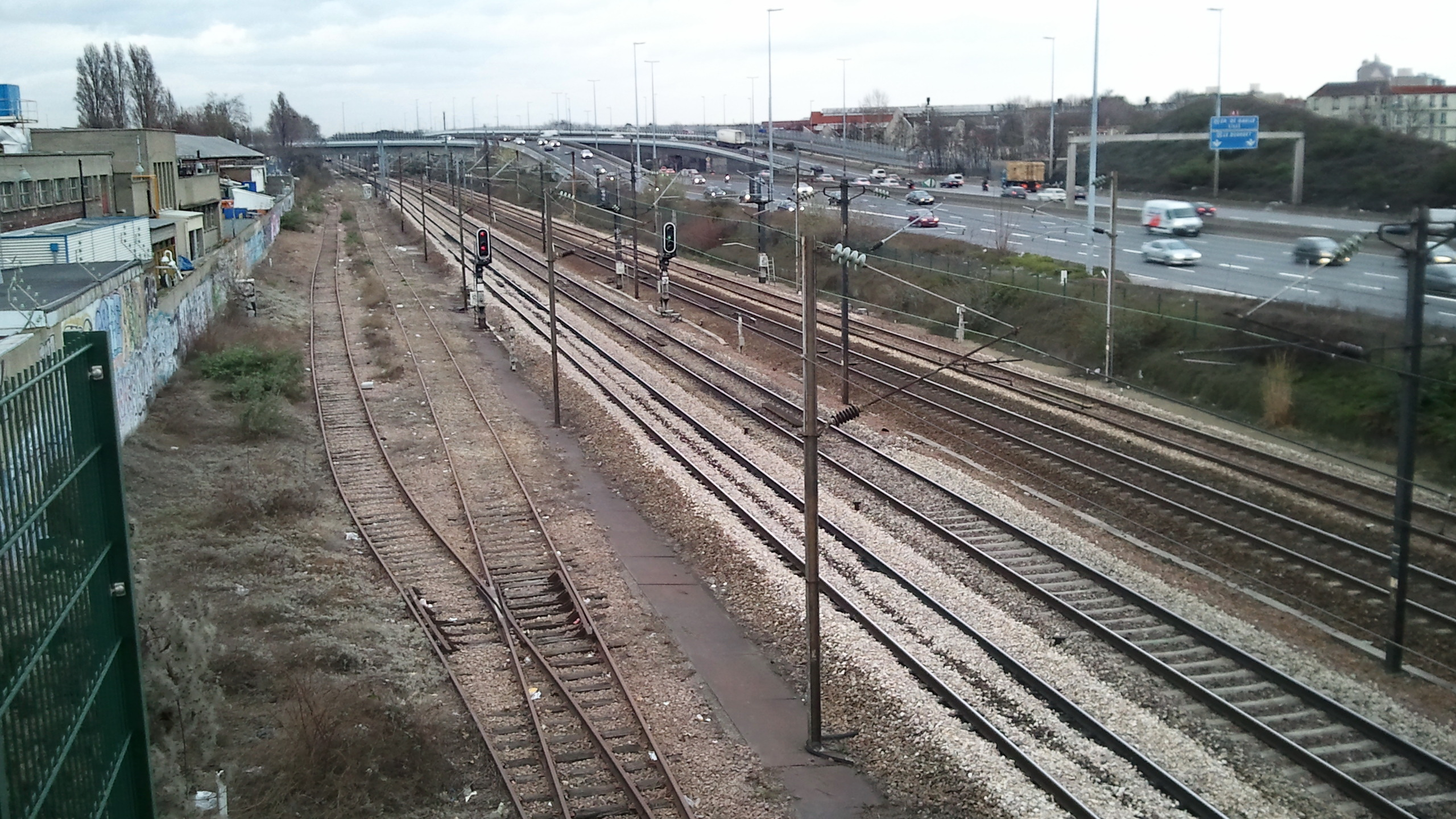
La Courneuve - A86 et RER vus du pont Palmers

Il était autrefois appelé Pont-Blanc, ayant repris le nom du pont-Blanc sur le ru de Montfort, attesté sur le "Plan du terroir de Saint-Denis en France" de Charles Inselin en 1708. La rue du Pont-Blanc et le petit chemin du Pont-Blanc à Aubervilliers en gardent le souvenir.
Le nom actuel pourrait tirer son origine de l'usine de biscuit Huntley & Palmers qui était située rue de Bondy, aujourd'hui l'avenue Jean-Jaurès.

## Historique
En 1993, il a été équipé d'un mât d'éclairage monumental conçu par l'architecte Marc Mimram et réalisé par l'entreprise de chaudronnerie Richard-Ducros.